# Sicilien
Sicilien (italiensk: Sicilia) er en autonom region i Italien og Middelhavets største ø. Den har et areal på 25.700 km² og 5 millioner indbyggere. Regionshovedstaden er Palermo, og provinshovedstæderne er Catania, Messina, Siracuse, Trapani, Enna, Caltanissetta, Agrigento og Ragusa. Regionsflaget er diagonalt delt med rød over gul med et triskele-symbol i midten.
Øen Sicilien ligger som 'fodbolden' sydvest for Italiens støvlespids og er resterne fra en landbro, der forbandt Europa med Afrika. Sicilien er skilt fra fastlandet ved det tre kilometer brede Messinastræde. Afstanden til Malta er 95 kilometer, til Tunesien 145 kilometer. Den største by er Palermo, som også er hovedstad for den Autonome Region Sicilien, og andre større byer er Catania, Messina og Syrakus.

## Geografi og klima
Øens mest markante geografiske kendemærke er Vulkanen Etna i nærheden af Catania er Siciliens højeste bjerg (3.263 meter), det næsthøjeste er Pizzo Carbonera (1.987 meter), som er Siciliens højeste ikke vulkanske bjerg. Bjerget ligger i nærheden af vejen mellem Isnello og Polizzi Generosa ved Palermo.
Over 80 % af Siciliens areal er bjerg- eller bakkeland. I syd- og baglandet af Catania er lavlandsområder. I nord ligger bjergerne Monti Peloritani, Monti Nebrodi og Monti Madonie. I sydøst hæver Monti Iblei sig i den indre del af øen Monti Erei og Monti Sicani.
Salso er Siciliens længste flod og udspringer med sin kildeflod Imera Meridionale i Monti Madonie. Den udmunder efter 144 kilometer ved Licata i havet. Kilden til den 113 kilometer lange Simeto ligger i Monti Nebrodi og den udmunder syd for Catania. Andre større floder er Platani (84 kilometer) og Belice (77 kilometer) i den vestlige del af øen. Særlig kendt er den 52 kilometer lange flod Alcantara med slugten, Gole dell’Alcantara, 'gravet' af lava fra vulkanen Etna.
Den eneste naturlige sø, den cirkelrunde Lago di Pergusa midt på øen, er af vulkansk udspring. Af de talrige opstemmede søer er den største Lago Pozzillo.
Siciliens kyst har en samlet længde på cirka 1.000 kilometer. I nord og øst stiger landet stejlt op fra havet. Denne klippekyst afbrydes af talrige bugter med sandstrande. I syd er der lavland og længere afsnit med sandstrand.
Ud for den nordlige kyst ligger de Æoliske Øer (Isole Eolie). I den nordvestlige del af hovedøen ligger øen Ustica. Ud for hovedøens vestligste punkt ligger de Ægadiske Øer (Isole Egadi). Mellem Siciliens sydkyst og den tunesiske kyst ligger øen Pantelleria og de Pelagiske øer (Isole Pelagie).
Klimaet er typisk middelhavsklima med varme, tørre somre og milde og fugtige vintre. Temperaturerne ved kysterne er gennemsnitlig cirka 26 °C, om vinteren 10 °C. I den sydlige del af øen kan der på grund af ørkenvinden Scirocco fra Sahara opleves temperaturer på over 40 °C. På den indre del af øen er der sammenlignet med kystområderne noget køligere – i snit 19 °C sommer og 5 °C vinter. Højt i bjergene, over 2.000 meter, er der i vintermånederne frost og sne.
Fra maj til september falder der bortset fra korte regnbyger næsten ingen nedbør. Mest regn falder i perioden fra oktober til februar. Der falder mere regn i de nordlige bjergområder end i de sydligere. Af de større kystbyer er Messina den, hvor der falder mest regn. Mindst regn falder der i byen Catania, som ligger beskyttet af Etna.

### Geologi
Bjergkæden Monti Peloritani er en fortsættelse af bjergmassivet Aspromonte i Syditalien og består af gnejs og glimmerskifer. Bjerget Monti Nebrodi er sammensat af lerskifer og sandsten, mens bjergkæden Monti Madonie består af sand- og kalksten. På den indre og sydlige del af øen dominerer ler og mergel.
Sicilien tilhører den afrikanske og den eurasiske kontinentalplade. Begge pladers kontaktzoner løber tværs gennem øen. Ved berøringsstedet forekommer der ofte gnidninger, som kan udløse kraftige jordskælv, hvilket særlig den sydlige af øen lider under. Den østlige del tilhører en vulkansk zone, der strækker sig fra de Æoliske Øer over Etna og bjergene Monti Iblei og videre i retning af Malta. Også øerne Pantelleria og Ustica er af vulkansk oprindelse.

## Erhvervslivet
Sicilien har i to årtusinder været en af Italiens vigtigste kornproducenter, ligesom her dyrkes oliven og vin.
Sicilianernes hovedindtægtskilde er servicesektoren, særligt turisme. Syv ud af ti arbejdspladser hører til i denne sektor. Det milde klima giver gode betingelser for landbrug, som spiller en stærkere rolle end i Norditalien. Øens industri har i sammenligning med resten af Italien en ringere betydning.

## Infrastruktur
Øen har et netværk af motorveje og jernbaner drevet af det statslige, italienske selskab Trenitalia.
Der er to internationale flyvepladser: Falcone-Borsellino lufthavn og Catania-Fontanatossa lufthavn. Dertil kommer en mindre flyveplads ved byen Trapani.

## Provinser
Sicilien er inddelt i følgende ni provinser:
- Agrigento
- Caltanissetta
- Catania
- Enna
- Messina
- Palermo
- Ragusa
- Siracusa
- Trapani

## Siciliens sprog
Selv om italiensk er øens officielle sprog, taler de fleste sicilianere desuden deres egen dialekt, som kaldes Sicilianu. Det er et romansk sprog med nogle ord fra arabisk, højtysk, catalansk, fransk og spansk. Varianter tales i Reggio di Calabria og det sydlige Puglia på det italienske fastland.

## Historie
Græske forfattere har omtalt de tidligste mennesker på Sicilien som stammerne elymere, sikanere og sikeliener. Sidst kom sikelienerne, der hører til samme folkegruppe som flere stammer i det sydlige Italien.
I det 3. århundrede f.Kr. kom romerne ind som aktører på øen i forbindelse med den såkaldte messanske krise. Dette førte til den 1. puniske krig mellem Rom og Kartago. Da krigen endte i 242 f.Kr., var hele Sicilien underlagt romersk kontrol.
I 1282, hvor øen var kommet under et ikke særligt populært fransk styre, gjorde sicilianerne oprør.
Fra 1479 blev øen styret af de spanske konger. To store katastrofer ramte Sicilien i denne periode, en svært dødelig pestepidemi i 1656 og et kraftigt jordskælv i 1693.
I 1734 blev øen bragt i en union med kongedømmet Napoli.
I det 1800-tallet var der flere oprør mod kongen, med revolutionsforsøgene i 1820 og 1848 som de vigtigste. I 1860 blev øen indlemmet i Italien, efter at Giuseppe Garibaldi havde ledet en militær ekspedition til øen.
Mod slutningen af 1800-tallet opstod de forbund, som er grundlaget for mafiaen, og begyndte at vokse sig stærke og baserede deres magt og rigdom på omfattende kriminalitet. Den store udvandring til USA førte mafiaen hertil. Under det italienske fasciststyre, der tog sin begyndelse i 1920'erne, blev mafiaen stærkt svækket på øen. Den blomstrede dog op igen efter de allieredes invasion under anden verdenskrig. Siden 1990'erne har en række anholdelser ført til en svækkelse af mafiaen, men der har også været tilbageslag for retsvæsenet, eksempelvis drabene på dommerne Giovanni Falcone og Paolo Borsellino i 1992.
I 1946 blev Sicilien en autonom region i Italien.

## Eksterne links
- Piccolo, Salvatore (2018). Bronze Age Sicily. Ancient History Encyclopedia. (Webside ikke længere tilgængelig) (engelsk)

- Wikimedia Commons har flere filer relateret til Sicilien

37°36′00″N 14°00′55″Ø / 37.599958°N 14.015378°Ø